# Brokaat

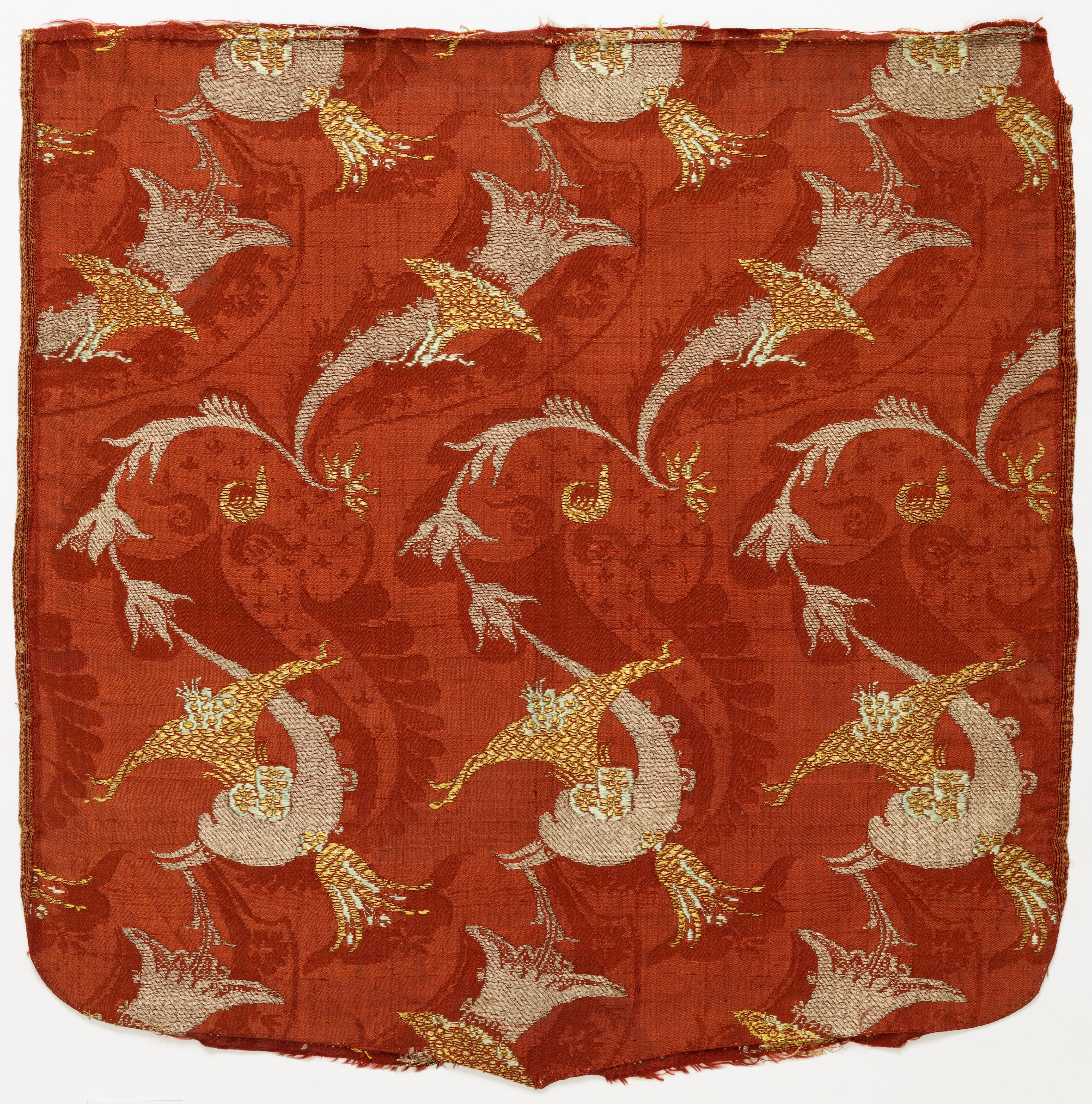
Brokaat, circa 1695-1715 (broché).

Brokaat is een zijdeweefsel met ingeweven, meestal grote figuren, vaak met goud- of zilverdraad doorweven. Als de metaaldraden over de gehele breedte zijn ingeweven, terwijl de figuren alleen aan de voorkant zichtbaar zijn, spreekt men van gelanceerd brokaat (lancé). Zijn de (extra) metalen inslagdraden niet over de volledige breedte ingeweven, maar alleen daar waar het patroon zich bevindt, spreekt men van gebrocheerd brokaat (broché).

## Gebruik

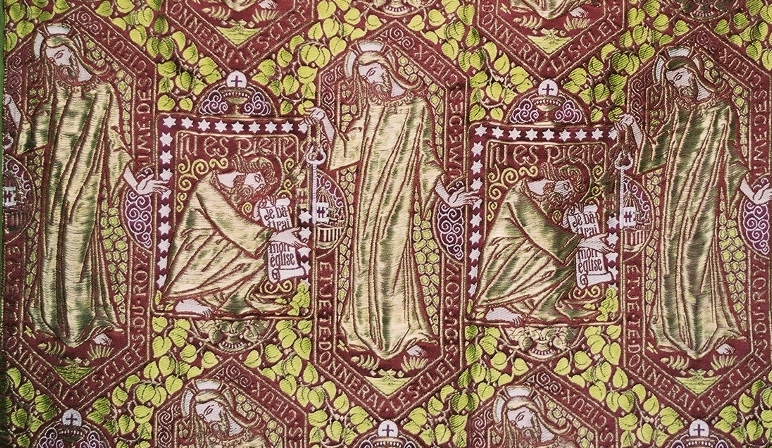
Franse goudbrokaat voor kerkelijk gebruik (lancé), circa 1915-1920.

Brokaat is kostbaar en daarom is het gebruik altijd voorbehouden geweest aan de rijken en machtigen. Brokaat wordt dan ook vaak gevonden in ambtskleding, kroningsmantels, de paramenten van de geestelijkheid en als opsmuk van paleizen en kerken. West-Europese schilders beeldden heiligen vaak af met brokaten gewaden. Een ander typisch gebruik van brokaat in de schilderkunst is het erekleed dat achter een troon of achter een Madonna hangt. In de middeleeuwen en de renaissance waren populaire motieven om brokaat in te weven de granaatappel, de lelie en blad- en bloemmotieven.
In kimono's en andere Japanse gewaden wordt nog steeds regelmatig brokaat verwerkt. In moderne kleding wordt brokaat spaarzaam gebruikt; het is kostbaar en stug. In de westerse "haute couture" en als schoenbekleding komt het nog wel voor. 

## Geperst brokaat

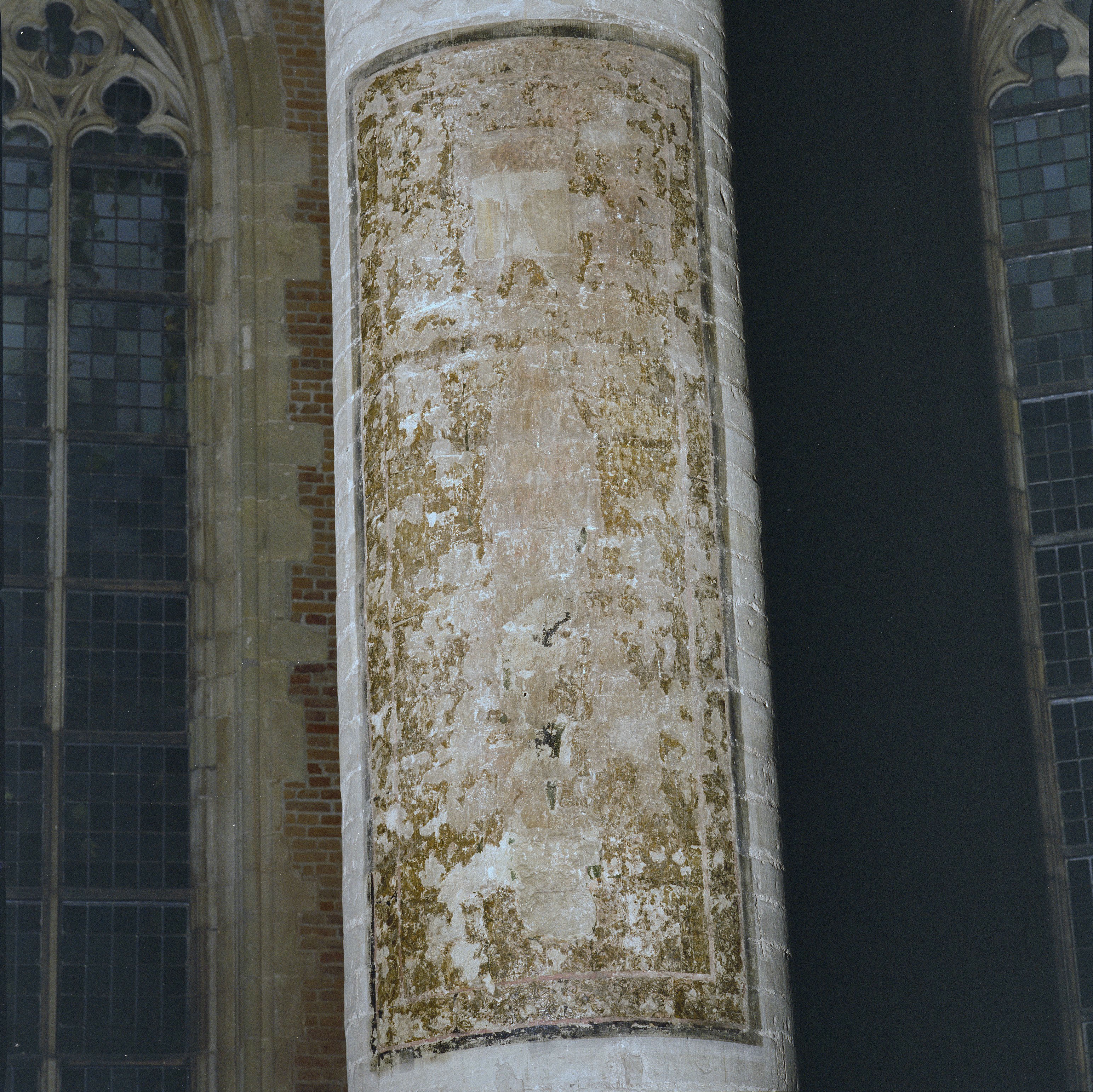
Een tapijtimitatie van geperst brokaat op de koorzuil van de Pieterskerk in Leiden
Bron: RCE
(foto: Gerard Drukker, 1996)

In de beeldhouwkunst en de architectuur vindt men het goedkopere en minder kwetsbare geperst brokaat, waarbij de structuur van brokaat wordt geïmiteerd door een elastische massa van warme bijenwas en hars, verstevigd met loodwit, lijnolie, krijt en lijm in een bewerkte koperen plaat te drukken. In de koperen plaat kan men, net als bij een etsplaat, heel precies de structuur van een geweven stof etsen. Na afkoeling worden de vellen geperst brokaat op schilderijen, meubels of houten schermen geplakt, beschilderd en verguld. 
Geperst brokaat werd bijna uitsluitend toegepast op hout. In de Pieterskerk in Leiden is het bij hoge uitzondering op stenen zuilen aangebracht (15e eeuw).